# Luis Salvador
Luis Miguel Salvador García, né le 17 avril 1963 à Cordoue, est un homme politique espagnol, membre de Ciudadanos.
D'abord sénateur socialiste aux Cortes Generales entre 2004 et 2011, il est député de 2016 à 2019 pour Ciudadanos. Il est ensuite élu maire de Grenade en juin 2019 et le reste jusqu'en juillet 2021.

## Biographie

### Vie privée
Il est marié et père de deux enfants.

### Études et profession
Il effectue ses études à l'université de Grenade où il obtient une licence en sciences politique et administrative. Il suit un programme exécutif de gestion à l'Institut de l'Entreprise ainsi qu'un programme de missions internationales pour les observateurs électoraux dispensé par l'École diplomatique du ministère des Affaires étrangères.
Il est fonctionnaire de carrière à la députation provinciale de Grenade ; où il a exercé comme chef de cabinet en 1999 et coordonnateur de la Junte d'Andalousie dans la province de Grenade entre 2000 et 2003.

### Sénateur socialiste avec Zapatero
Adhérant au PSOE au début des années 1990, il entend porter une vision moderne de la politique. Il est investi en troisième position sur la liste sénatoriale présentée par le parti dans la circonscription de Grenade en vue des élections générales de mars 2004. Avec 247 172 voix, il remporte le troisième meilleur score de la province et est logiquement élu sénateur. Il est alors premier secrétaire de la commission de la Société de l'information et de la Recherche ainsi que porte-parole adjoint à la commission bicamérale pour les Relations avec le Tribunal des comptes et à la commission de la Recherche scientifique, du Développement et de l'Innovation technologique.
Il se représente devant les électeurs lors du scrutin législatif de mars 2008. Il conserve son siège après avoir obtenu le soutien de 244 355 électeurs. À l'ouverture de la législature, il devient porte-parole à la commission de la Science et de l'Innovation et membre suppléant de la députation permanente.

### Dissensions internes et départ du PSOE
Il critique la méthode de « primaires expresses » utilisée pour installer Susana Díaz à la présidence de la Junte d'Andalousie sans passer par un vote des militants ; méthode avec laquelle les petits candidats ne peuvent pas concourir faute de parrainages suffisants. Il se montre sévère avec la direction nationale du parti qu'il accuse d'être en « situation de détérioration permanente » et dénonce que « l'intégration a été remplacée par l'exclusion ». Ainsi, le 28 octobre 2013, il communique sa décision de quitter le parti au secrétaire fédéral à l'Organisation Óscar López. Dans un billet publié sur les réseaux sociaux, il annonce renoncer à ses sigles mais pas à « [ses] idéaux, ni à [son] engagement ». La même semaine, il participe au lancement du Mouvement citoyen promu par Albert Rivera ambitionnant d'étendre son parti alors strictement catalan à l'ensemble de l'Espagne.
Il se présente à la cinquante-quatrième et dernière place sur la liste de Ciudadanos lors des élections européennes de 2014 mais seuls Javier Nart et Juan Carlos Girauta sont élus au Parlement européen.

### Tentatives électorales avec Ciudadanos
Il mène la liste de Ciudadanos lors des élections municipales de mai 2015 à Grenade et obtient quatre sièges sur les vingt-sept qui composent le conseil municipal. Ayant promis de ne pas investir José Torres Hurtado, il se tourne d'abord vers le candidat socialiste Francisco Cuenca. Alors qu'un accord entre l'ensemble des forces d'opposition semble s'éloigner, Luis Salvador se résout à investir Hurtado pour un quatrième mandat
. En mai 2016, il appuie la motion de censure contre Hurtado après la mise en examen de ce dernier pour une affaire de corruption et soutient l'investiture de Cuenca. Une fois Cuenca lui aussi mis en examen pour des irrégularités commises dans des contrats publics, il promeut et fait voter la réprobation du socialiste et menace de le renverser au profit de la conservatrice Rocío Díaz. À partir de ce moment, on lui prête l'ambition de vouloir remplacer Juan Marín lors des élections au Parlement d'Andalousie de 2019.
Il est choisi par les militants du parti pour conduire la liste au Congrès des députés dans la circonscription de Grenade lors des élections générales de décembre 2015. Réalisant un score de 70 845 voix et 13,88 %, il obtient un siège de député au palais des Cortes. Membre de la commission de l'Intérieur et de la délégation espagnoles à l'Assemblée parlementaire de l'Organisation pour la sécurité et la coopération en Europe (OSCE), il est porte-parole à la commission de la Coopération internationale pour le développement et à la commission bicamérale sur la Sécurité nationale.
Conservant son siège à la suite du scrutin anticipé de juin 2016, il est promu porte-parole de la commission de l'Agriculture, de l'Alimentation et de l'Environnement et de la commission de la Coopération internationale pour le développement ; porte-parole adjoint à la commission de l'Équipement et à celle bicamérale de la Sécurité nationale. Il est, en outre, premier secrétaire de cette dernière commission.

### Maire de Grenade

#### Pacte duWhatsApp
Il annonce en février 2019 son intention de se porter candidat au poste de maire de Grenade lors des élections municipales de mai suivant,. Il concourt également en seconde position sur la liste de Fran Hervías dans la circonscription de Grenade à l'occasion des élections générales anticipées du mois d'avril mais n'est pas réélu,. Il crée la polémique le 4 mai après avoir publié sur son site internet personnel une étude de morphopsychologie par laquelle il résulterait de la forme de son crâne qu'il possède une « moralité profonde » l'aidant à « canaliser son travail vers des tâches visant à laisser un monde meilleur ».
Le scrutin voit les socialistes de Francisco Cuenca virer en tête avec 10 mandats de conseiller sur les 27 en jeu tandis que les conservateurs de Sebastián Pérez en obtiennent sept. Luis Salvador arrive en troisième position avec quatre conseillers alors que suivent Adelante et Vox avec trois conseillers respectivement. Alors que l'incertitude plane quant à l'investiture d'un futur maire et alors que le PP, Ciudadanos et Vox détiennent la majorité absolue au conseil municipal, un accord — dit accord du WhatsApp — négocié à Madrid par les directions nationales de ces partis juste avant la séance d'installation du conseil prévoit l'élection de Luis Salvador comme maire de Grenade en contrepartie de l'élection du candidat du PP comme président de la députation provinciale de Grenade — la mairie de Jaén n'étant plus en jeu après un accord entre le PSOE et Ciudadanos. Il est ainsi élu le 15 juin suivant par 14 voix sur 27, soit celles des trois partis précédents. Cependant, quelques jours plus tard, Pérez évoque que l'accord, aussi négocié partiellement au niveau local mais jamais mis par écrit, prévoit que le poste de maire soit occupé par Ciudadanos durant la première moitié du mandat et que Pérez soit son premier adjoint ; les deux candidats alternant ensuite leurs fonctions pour la deuxième moitié du mandat. Cette lecture de l'accord est contestée par Salvador qui nie l'alternance à mi-mandat et indique être maire pour la totalité du mandat.

#### Rupture de la coalition et crise politique
Cette divergence marque la première moitié du mandat, au point que Pérez démissionne en octobre 2020 de ses responsabilités comme premier adjoint délégué à la Présidence, au Recrutement et aux Relations institutionnelles dénonçant avoir été « supplanté de manière permanente » dans ses compétences. Pérez devient alors celui capable de modifier les rapports de force politiques. N'étant pas soutenu par les directions régionale et nationale du PP, il quitte le Parti populaire le 26 mai 2021, ouvre la voie à une motion de censure destinée à faire élire le socialiste Paco Cuenca comme maire afin que Salvador, qu'il qualifie de « menteur » pour ne pas avoir respecté l'accord, n'exerce plus cette fonction. Il indique toutefois qu'il soutiendra l'investiture du candidat du PP si la personne choisie est Francisco Fuentes, mais la direction locale retient le nom de César Díaz,,.
Des réunions qui ne débouchent sur aucune solution au conflit ont lieu entre l'équipe du maire et le PP de la province de Grenade. Les conseillers municipaux du PP finissent par quitter le gouvernement de coalition quelques jours plus tard. Ils sont rejoints par les deux conseillers de Ciudadanos Manuel Olivares et Lucía Garrido qui intègrent le groupe des non-inscrits. Même s'il bénéficie de l'appui de la direction nationale conduite par Inés Arrimadas, Luis Salvador n'a plus que le soutien de José Antonio Huertas avec lequel il se partage l'ensemble des délégations municipales. Le maire revendique alors être un « spartiate ». Il entreprend de négocier avec la direction nationale du Parti socialiste; par le biais d'un intermédiaire, afin que celui-ci ne présente pas de motion de censure à son encontre, invoquant le pacte anti-transfuge, mais échoue et accuse Fran Hervías, désormais membre du PP, d'avoir agi comme détonateur de la rupture entre le PP et Ciudadanos,. 
Le 16 juin, Paco Cuenca adresse un ultimatum de 72 heures à Salvador pour qu'il démissionne ou bien il commencera les formalités de dépôt d'une motion de censure. Refusant toujours de démissionner le lendemain, Salvador indique que « tous [les scénarios] sont possibles, je peux me voir comme maire de Grenade ou non ». Le maire finit par annoncer sa démission le 1er juillet, précisant qu'il soutient le retour de son prédécesseur Paco Cuenca à la mairie sans rien avoir négocié avec le Parti socialiste.